# Can Patet (Argentona)
Can Patet és una masia d'Argentona (Maresme) inclosa a l'Inventari del Patrimoni Arquitectònic de Catalunya.

## Descripció
És una masia de tres cossos, un perpendicular a la façana i els altres dos paral·lels a ella. A més de la planta baixa i el primer pis n'hi ha un segon aprofitant el cos central més elevat, destinat a graner i amb la teulada amb les vessants dirigit a les façanes. La masia té, per tant, teulada a quatre vessants. El portal és de punt rodó.
La masia, que té inscrita la data de 1623, ha passat per diferents propietaris, l'últim d'ells el senyor Garí.